# Ron Evans
Ronald Elwin Evans (St. Francis, 10 novembre 1933 – Scottsdale, 7 aprile 1990) è stato un astronauta statunitense.

## Biografia
Evans nacque a St. Francis in Kansas. Frequentò la Highland Park High School di Topeka e concluse i suoi studi con il titolo di Bachelor of Science per ingegneria elettronica ottenuto presso l'Università del Kansas nel 1956. Si specializzò ulteriormente raggiungendo nel 1964 il titolo di Master of Science in ingegneria aeronautica presso la U. S. Naval Postgraduate School.

### Servizio militare
Nel giugno 1957 completò il suo addestramento da pilota mediante l'apposito programma ROTC della marina militare americana (la US Navy) eseguito presso l'Università del Kansas.Evans fu istruttore di volo per aerei da combattimento (l'aereo F-8) essendo assegnato al VF-124 dal gennaio 1961 al giugno 1962. Prima di tale incarico partecipò a due corsi di carriera WESTPAC essendo assegnato al VF-142 e volando quale aspirante pilota.
Quando gli venne comunicato che era stato scelto per il gruppo di astronauti, Evans si trovava in servizio presso il VF51 nell'Oceano Pacifico volando su aerei del tipo F8 stazionati sulla portaerei USS Ticonderoga. Il suo servizio durò per sette mesi nel periodo dei combattimenti della guerra del Vietnam. In questo periodo maturò ben 5.100 ore di volo di cui 4.600 su aerei jet.

### Carriera nella NASA
Evans fece parte del 5º gruppo di astronauti scelti dalla NASA nell'aprile del 1966. Fece parte degli equipaggi di supporto per le missioni di Apollo 7 ed Apollo 11 nonché dell'equipaggio di riserva dell'Apollo 14 con l'incarico di pilota di riserva del modulo di comando.
Il primo ed unico volo nello spazio di Evans fu la missione di Apollo 17 per la quale aveva l'incarico di pilota del modulo di comando. Si trattò dell'ultima missione degli Stati Uniti programmata ad allunare. I suoi compagni di missione furono Eugene Cernan e Harrison Schmitt. Mentre Cernan e Schmitt allunarono ed eseguirono i vari esperimenti sulla superficie lunare nei pressi della valle Taurus-Littrow, Evans rimase nell'orbita lunare a bordo del modulo di comando "America". Durante queste orbite fu in grado di completare tutti gli incarichi previsti per la missione comprendenti varie osservazioni geologiche, lo scatto preciso manuale di immagini fotografiche di determinati obbiettivi, il controllo delle telecamere ed ulteriori esperimenti con i vari sofisticatissimi strumenti di bordo del SIM-bay del modulo di comando.
Come al solito, nella fase di ritorno verso la Terra, Evans eseguì un'attività extraveicolare della durata di un'ora e 6 minuti, durante la quale riuscì a recuperare le tre cassette contenenti le telecamere e gli apparecchi fotografici, nonché ispezionando personalmente l'apposito contenitore dei sistemi dei quali il veicolo spaziale era equipaggiato. Rimase nello spazio per 301 ore e 51 minuti, di cui trascorse un'ora e 6 minuti in attività extraveicolari. A tutt'oggi detiene il record di permanenza nell'orbita lunare, essendovi rimasto per la durata di 75 orbite.
Successivamente Evans fu membro dell'equipaggio di riserva per la missione Apollo-Sojuz (ASTP) nel suo solito ruolo di pilota del modulo di comando.
Dopo 21 anni di servizio presso la marina militare americana Evans si congedò dal servizio il 30 aprile 1976. Rimase comunque astronauta attivo della NASA collaborando allo sviluppo del programma per lo Space Shuttle. Il suo incarico fu di membro dell'ufficio degli astronauti per le operazioni di preparazione, di allenamento ed addestramento con particolare responsabilità per la fase di lancio e di ascesa del piano di volo del programma Shuttle. Si ritirò dalla NASA nel marzo 1977 diventando un dirigente nel campo dell'industria.
Evans morì il 7 aprile 1990 all'età di 56 anni a Scottsdale, in Arizona, a causa di un attacco cardiaco. Lasciò la moglie Jan e due figli.

## Riconoscimenti
Durante la sua carriera venne decorato di diverse onorificenze, come la NASA Distinguished Service Medal nel 1973, il Johnson Space Center Superior Achievement Award nel 1970, la Navy Distinguished Service Medal nel 1973, le Navy Astronaut wings, la Vietnam Service Medal e molte altre. Venne pure nominato Kansan of the Year nel 1972.